# Левіцранд
Левіцранд (нім. Lewitzrand) — громада в Німеччині, розташована в землі Мекленбург-Передня Померанія. Входить до складу району Людвігслуст-Пархім. Складова частина об'єднання громад Пархімер-Умланд.
Площа — 46,64 км2. Населення становить 1357 ос. (станом на 31 грудня 2020).

## Галерея

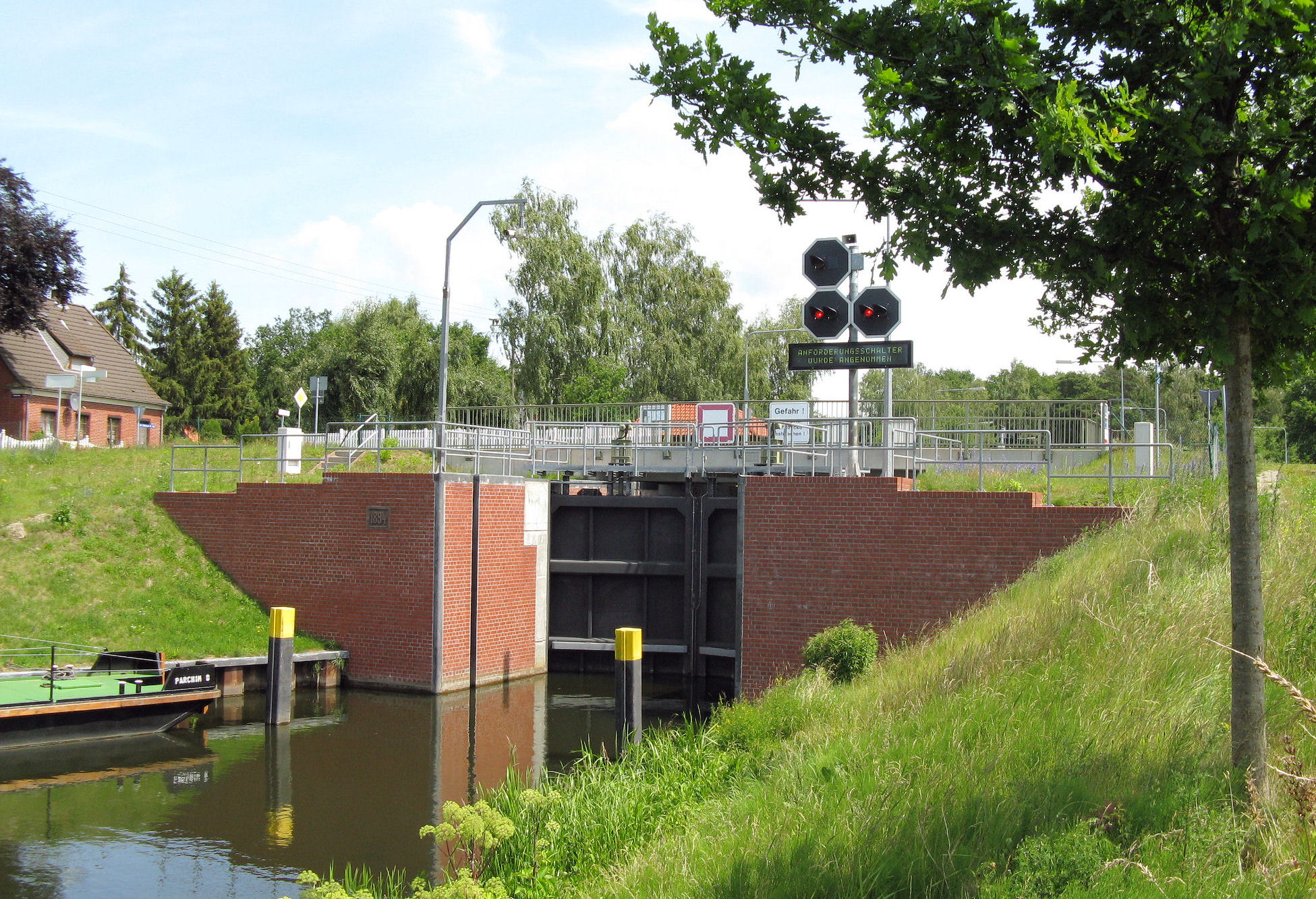